# Chapsa minor
Chapsa minor är en lavart som först beskrevs av Kantvilas & Vezda, och fick sitt nu gällande namn av Mangold & Lumbsch. Chapsa minor ingår i släktet Chapsa och familjen Graphidaceae.   Inga underarter finns listade i Catalogue of Life.